# Stuvsta-Snättringe
Stuvsta-Snättringe est une communauté urbaine de la ville de Stockholm, en Suède.